# Slesvig Stift
Slesvig stift var et dansk stift indtil 1864, og siden da et tysk stift. Slesvig Bispedømme blev allerede oprettet i 948 i Slesvig by og hørte indtil reformationen under ærkestiftet i Lund. Slesvig Domkirke blev opført omkring år 1030.

## Historie
En omtale af et Slesvig stift går tilbage til år 948, hvor det lå under Bremen Ærkebispesæde. Fra 1104 kom det under ærkebiskoppen i Lund.
Domkirke for bispesædet var Sankt Petri Kirke i Slesvig.

### Grænser
Bispedømmet omfattede fra 1060 et område, hvis sydgrænse var Ejderen, og hvis nordgrænse gik omtrent fra Genner Bugt tværs igennem Ellum Syssel til Vidåens udløb. Ved et kirkemøde i Haderslev 1266 udvidedes Slesvig Bispedømme med den østlige del af Barvid Syssel fra Ribe Bispedømme. Grænsen kom til at løbe sådan, at Frøs, Gram og Rangstrup herreder blev delt mellem de to bispedømmer. Hele Hærvejen fra Skodborghus til Rendsborg kom derved til at ligge i Slesvig Bispedømme. Samtidigt blev der i Haderslev oprettet et kollegiatkapitel under Slesvig Bispedømme. Dette kapitel skulle varetage uddannelsen af præster i Barvid Syssels Provsti og administrere stiftets indtægter fra området. Kollegiatkapitlet blev nedlagt ved Reformationen, men grænsen mellem de to bispedømmer i Barvid Syssel lå fast indtil 1864.
Bispedømmet blev i Danmark siden 13. århundrede anset for et kongeligt len. Bisperne var lensmænd, der skulle aflægge troskabsed til den danske konge og var forpligtet til hof- og krigstjeneste. I takt med, at Hertugdømmet Slesvigs stilling til kongeriget blev ændret, skete der også forsøg på at ændre bispedømmets stilling. Fra slutningen af det 13. århundrede skete der en tilnærmelse mellem biskop og hertug, og ved forleningen i 1326 fik hertugen de kongelige vasaller i Slesvig bispedømme under sig.

### Magtkampen om bispedømmet
I 1268 blev Svavsted nyt bispesæde efter, at biskoppernes residens i Gottorp, som indtil da havde være bispesæde, var kommet i hertugen af Slesvigs eje i 1260. Som følge af datidens magtkampe var der perioder, hvor bispen ikke kunne disponere over sin borg. I 1375 blev Johan Skondelev ny biskop. Han var kongens kandidat og kom derfor under pres fra hertugen. I begyndelsen modstod han dette pres, men i 1389 lovede han hertug Gerhard af Sønderjylland og grev Klaus af Holsten troskab og dermed en stilling som deres lensmand. På den anden side bekræftede hertugen alle biskoppens rettigheder og friheder i deres fulde ret, hvilket sikrede bispen en vis dispositionsfrihed. Da magtkampen spidsede til mellem hertugen og dronning Margrete I, overlod Skondelev i 1406 sin borg i Svavsted med tilliggende overdrage til dronningen mod en årlig erstatning.

### Efter delingen af Hertugdømmerne
Delingen af Hertugdømmerne i 1581 ændrede en del på stiftets nordvestlige grænse, idet de gottorpske dele af Ribe Stift, sognene nord for Vidåen i Tønder Amt samt Løgumkloster Amt mellem 1581-1713 hørte under den gottorpske superintendent (biskop) i Slesvig. Fra 1636 havde de kongelige dele af Slesvig Stift også en superintendent, der boede enten i Flensborg eller Rendsborg. Med Inkorporationen af Slesvig i 1721 blev stiftets gottorpske del lagt under den kongelige superintendent, der nu tog ophold i Slesvig.

### Efter 1864
Efter 1864 indgik Slesvig Stift, suppleret med sognene fra Ribe Stift i det nordvestlige Sønderjylland, i den slesvig-holstenske Landskirke med kirkeligt hovedsæde i Slesvig, men administrativt hovedsæde ved det kongelige evangelisk-lutherske konsistorium i Kiel. Grænseændringen i 1920 delte stiftets område i to, idet den danske del enten blev lagt til Ribe Stift eller til det nyoprettede Haderslev Stift.

### Efter 1920
Efter Genforeningen i 1920 blev de nordvestlige dele af stiftet i 1922 overført til Ribe Stift, mens de nordøstlige dele indgik i det nyoprettede Haderslev Stift.